# Ronde van Lombardije 1976
De Ronde van Lombardije 1976 was de 70e editie van deze eendaagse Italiaanse wielerwedstrijd, en werd verreden op zaterdag 9 oktober 1976. Het parcours leidde van Milaan naar Como en ging over een afstand van 253 kilometer. 
De Belg Roger De Vlaeminck won de sprint van een groepje van vijf man. De eindzege in de Super Prestige Pernod ging naar de Belg Freddy Maertens.

## Uitslag
| Ronde van Lombardije 1976 |                    |                   |          |
| Plaats                    | Naam               | Ploeg             | Tijd     |
| Winnaar                   | Roger De Vlaeminck | Brooklyn          | 6u26'00" |
| 2                         | Bernard Thévenet   | Peugeot-Esso      | z.t.     |
| 3                         | Wladimiro Panizza  | Scic              | z.t.     |
| 4                         | Joop Zoetemelk     | Gan-Mercier       | z.t.     |
| 5                         | Raymond Poulidor   | Gan-Mercier       | z.t.     |
| 6                         | Francesco Moser    | Sanson            | + 1' 12" |
| 7                         | Frans Verbeeck     | IJsboerke-Colnago | z.t.     |
| 8                         | Franco Bitossi     | Zonca-Santini     | z.t.     |
| 9                         | Tino Conti         | Magniflex-Torpado | z.t.     |
| 10                        | Walter Riccomi     | Scic              | z.t.     |

1905 · 1906 · 1907 · 1908 · 1909 · 1910 · 1911 · 1912 · 1913 · 1914 · 1915 · 1916 · 1917 · 1918 · 1919 · 1920 · 1921 · 1922 · 1923 · 1924 · 1925 · 1926 · 1927 · 1928 · 1929 · 1930 · 1931 · 1932 · 1933 · 1934 · 1935 · 1936 · 1937 · 1938 · 1939 · 1940 · 1941 · 1942 · 1943 · 1944 · 1945 · 1946 · 1947 · 1948 · 1949 · 1950 · 1951 · 1952 · 1953 · 1954 · 1955 · 1956 · 1957 · 1958 · 1959 · 1960 · 1961 · 1962 · 1963 · 1964 · 1965 · 1966 · 1967 · 1968 · 1969 · 1970 · 1971 · 1972 · 1973 · 1974 · 1975 · 1976 · 1977 · 1978 · 1979 · 1980 · 1981 · 1982 · 1983 · 1984 · 1985 · 1986 · 1987 · 1988 · 1989 · 1990 · 1991 · 1992 · 1993 · 1994 · 1995 · 1996 · 1997 · 1998 · 1999 · 2000 · 2001 · 2002 · 2003 · 2004 · 2005 · 2006 · 2007 · 2008 · 2009 · 2010 · 2011 · 2012 · 2013 · 2014 · 2015 · 2016 · 2017 · 2018 · 2019 · 2020 · 2021 · 2022 · 2023 · 2024 · 2025